# 山名理興
山名 理興（やまな ただおき/まさおき、弘治3年（1557年）没）は、戦国時代の武将。備後国の国人で神辺城主。『陰徳太平記』など軍記物ないし、それを敷衍してきた通説では杉原忠興とされきたが、他国から派遣された純然たる山名氏の人物であるとの説が有力になっている。

## 生涯

### 出自
江戸時代後期の地誌「西備名区」によると、理興の父は伯耆国尾高城主・山名時興とされる。江戸時代中期の地誌「備陽六郡志」によると、元は八尾山城主であったとされる。
通説では、元は杉原理興といい大内義隆の後ろ盾を得て天文7年（1538年）に備後守護の山名忠勝を神辺城から追い「山名」の名跡を名乗ったとされている。しかし、理興が杉原姓であった一次史料は見つかっておらず、文献で杉原姓が記されるのは江戸時代中期に記された軍記物語『安西軍策』や『陰徳太平記』からである。また、古文書では理興は神辺城主になったとされる天文7年以前から備後南部を支配していたことがうかがえ、理興は元々山名氏の一族であった可能性が高いと考えられる。なお、理興が杉原姓であったとする立場から杉原氏の本拠・備後銀山城主であったとする説もあるが、城主と伝えられている杉原豊後守は山名理興とは別人で、理興の配下であったと考えられている。
木下和司は、通字「理」の共通性や但馬国の山名惣領家、大内氏双方と関係が深く、安那郡に領地を持っていたことから石見守護家出身（世代は山名政理の孫辺り）とし、大永8年（1528年）に但馬国から備後国に下向した「山名彦次郎」が理興であったと推定している。
田口義之は備後土着の山名氏である山名豊澄の可能性を指摘するとともに、『西備名区』の「山名理興の父は山名宮内少輔時興」「伯耆米子を領し、尾高の城主なり。山名家衰微により、此の処へ移る。尾高に在りて当城兼領せしなり」との記述、家系図と通字「興」の共通性から伯耆山名氏の山名豊興の子、兄弟など近親説を唱え、また一宮である吉備津神社への公権行使から理興が山名氏の守護権を引き継ぎ、少なくとも分郡守護でなかったかと推定している

### 戦歴
天文11年（1542年）、理興は大内氏に従い出雲国の尼子氏攻め（第一次月山富田城の戦い）に参加するが、この戦で大内氏が大敗を喫した際に多くの武将と共に尼子方へと寝返った。
しかし、天文12年（1543年）に勢力を回復した大内氏は理興の拠る備後南部へと攻め込んだ（神辺合戦）。神辺合戦では、圧倒的な戦力差もあり理興は支城を次々と落とされ、天文16年（1547年）には本拠である神辺城への総攻撃が行われるが、理興はこれに耐え切った。
天文17年（1548年）には大内方の主力は撤兵するが、神辺城の対岸に要害山城を築いて平賀隆宗を残している。『陰徳太平記』では、理興は武勇に優れた武将として描かれ、隆宗との戦いに関する逸話も記述されている。翌年天文18年（1549年）7月に平賀隆宗は陣中で病没するが、主君を失った平賀勢が神辺城めを継続。9月4日に、理興は尼子氏を頼って月山富田城に逃亡し、神辺城は開城した。なお、理興が神辺城を去った理由について、『陰徳太平記』では理興が平賀隆宗が神辺城を賭けて互いが的となり弓を引き合う一騎討ちを行ない、負けた理興が約束通り城を明け渡したと記されている。
その後、天文23年（1554年）の防芸引分で大内氏・陶氏から毛利氏が独立すると、備後の勢力基盤を継承した毛利元就に恭順を許され再び神辺の安堵を認められた。ただし、木下和司によれば、天文21年（1552年）の段階で理興の配下であった杉原豊後守が神辺城において山名氏から離反して大内氏（陶・毛利氏）の傘下に入っていたとしている。
神辺城帰城から2年後の弘治3年（1557年）に死去。嫡男・直良は死去していたため、神辺城主は家老の杉原盛重に受け継がれた。これは神辺合戦で盛重の活躍に目を留めていた吉川元春の推薦とされている。ただし、実際には杉原直良は豊後守とは別系統の人物で、杉原盛重の実兄であると考えられている。木下和司によれば、杉原豊後守の没後に既に亡くなっていた杉原直良の妻が熊谷信直の姪（つまり吉川元春の正室の従妹）であったことから、その親族である盛重が豊後守の未亡人（毛利興元の娘）を娶って後を継いだのだという。直良の遺児達は毛利氏に仕え、長男・直盛は、永禄5年（1562年）の福屋隆兼との戦いで討死。弟の春良は母親が河野通宣に嫁いだ宍戸隆家の息女に仕えて河野氏の家臣となり、河野氏が改易されると毛利家臣となった。